# Ramiz Mustafayev

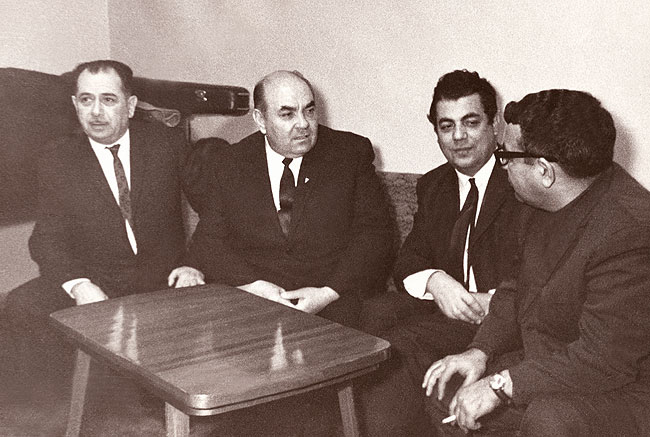
Tofig Guliyev, Said Rustamov, Ramiz Mustafayev und Qara Qarayev

Ramiz Hacı oğlu Mustafayev (russisch Рамиз Гаджи оглу Мустафаев; * 16. Oktober 1926 in Leninsk, Turkmenische SSR, Sowjetunion; † 10. April 2008 in Baku, Aserbaidschan) war ein sowjetisch-aserbaidschanischer Komponist, Dirigent und Musikpädagoge.

## Leben
Ramiz Mustafayev wurde in Çärjew geboren und zog mit seiner Familie 1927 nach Baku. Zunächst trat er 1941 in die Schauspielschule des Technikums für Theater in Baku ein. In dieser Zeit spielte er am nach Maxim Gorki benannten Aserbaidschanischen Staatstheater für junge Schauspieler Azərbaycan Dövlət Gənc Tamaşaçılar Teatrı und an dem nach Məşədi Əzizbəyov benannten Drama-Theater. Seine Leidenschaft für Gesang führte ihn zu einem Studium an das Aserbaidschanische Staatskonservatorium der heutigen Musikakademie Baku. Hier studierte er in der Gesangsklasse des bedeutenden aserbaidschanischen Sängers Bülbül (1897–1961). In dieser Zeit entdeckte er sein Talent zum Komponieren und schloss sich der Kompositionsklasse von Boris Issaakowitsch Seidman (1908–1981) an. Ramiz Mustafayev war Dirigent, Chorleiter und künstlerischer Leiter des Chores des Staatlichen Fernsehen und Rundfunks Aserbaidschans. Als Musikpädagoge arbeitete er am Aserbaidschanischen Staatskonservatorium und der Musikakademie Baku. Seit 1957 ist er Mitglied im Verband aserbaidschanischer Komponisten, später auch im Vorstand und als Vorsitzender des Bereichs für musikalisch darstellende Künste. Von 1968 bis 1973 war er Sekretär des Verbandes. 1973 wurde er mit dem Ehrentitel Verdienter Künstler der Aserbaidschanischen SSR und 1987 mit dem Ehrentitel Volkskünstler der aserbaidschanischen SSR ausgezeichnet. 2001 erhielt er den Şöhrət-Orden verliehen.

## Werke (Auswahl)
Ramiz Mustafayev schrieb neben den sechs Opern Şirin, Vaqif, Aydın, Polad, Xan və əkinçi, Tərs keçi die fünf Operetten Axırı yaxşı olar, Xəsis (zusammen mit Vasif Adıgözəlov), Qonşumuzda bir oğlan var, Məsmə xala dayımdır, die Oratorien Ana, Hüseyn Cavid, Nəriman Nərimanov, İnam, Mənim müasirim, Salatın, Nizami, Məhəmməd və Leyla oratoriyaları, sieben Kantaten wie Haqq səninlədir, Səməd Vurğun und Kür-Abşeron fünf vokalsymphonische Gedichte wie Bu qan yerdə qalan deyil!, Nədən yarandın und Füzuli, acht Symphonien, über 500 Lieder und Romanzen und mehr als 200 Volkslieder. Beim sowjetischen Label Melodija erschien eine LP mit Liedern Mustafayevs. Eingespielt wurden die Lieder vom Volksinstrumenteensemble Arsu. und den Sängern Elmira Rəhimova (* 1941), Zemfira Kuliyeva, Mogbil Ahmedov und Schafiga Kasumova. Er schrieb auch viele Chorwerke, bedingt durch seine Arbeit mit dem Chor des Staatlichen Fernsehen und Rundfunks Aserbaidschans. Eine Sammlung von Stücken für vierstimmigen gemischten Chor wurde 1983 bei Ishiq in Baku veröffentlicht.

### Vaqif
Vaqif ist die erfolgreichste und bekannteste Oper Ramiz Mustafayevs. Die literarische Vorlage ist das gleichnamige Drama des aserbaidschanischen Dichters Səməd Vurğun aus dem Jahr 1937. Das Libretto stammt von Firudin Mehdiyev. Die Uraufführung fand am 23. Juni 1960 am Aserbaidschanischen Staatlichen Akademischen Opern- und Balletthaus statt. Der aserbaidschanische Tenor Lütfiyar İmanov (1928–2008) sang die Titelrolle. Die Oper wurde 1962 bei einem All-Unions-Wettbewerb für junge Komponisten ausgezeichnet. Mustafayev arbeitete die Oper im Laufe seines Lebens für diverse Aufführungen mehrmals um. Mustafayev hatte eine enge Beziehung zu dem Stoff, denn er selbst spielte zu seiner Zeit als Schauspieler die Rolle des Əlibəy in Vurğuns Drama.